# Stamnodes affiliata
Stamnodes affiliata là một loài bướm đêm trong họ Geometridae.